# Microlepia pseudostrigosa
Microlepia pseudostrigosa là một loài thực vật có mạch trong họ Dennstaedtiaceae. Loài này được Makino miêu tả khoa học đầu tiên năm 1914.